# بلاعة (سطيف)
بلاعة بلدة وبلدية تابعة لدائرة بئر العرش في ولاية سطيف بالجزائر.

## الموقع
تقع بلدية البلاعة على بعد 43 كيلومترا من عاصمة الولاية سطيف مارس سكانها في الغالب نشاطات فلاحية تحدها ممن الغرب بلدية العلمة ومن الشرق بلدية بئر العرش و من الشمال بلدية بوحاتم التابعة لولاية ميلة و من الجنوب بلدية الولجة.